# Palais de l'île Kamenny

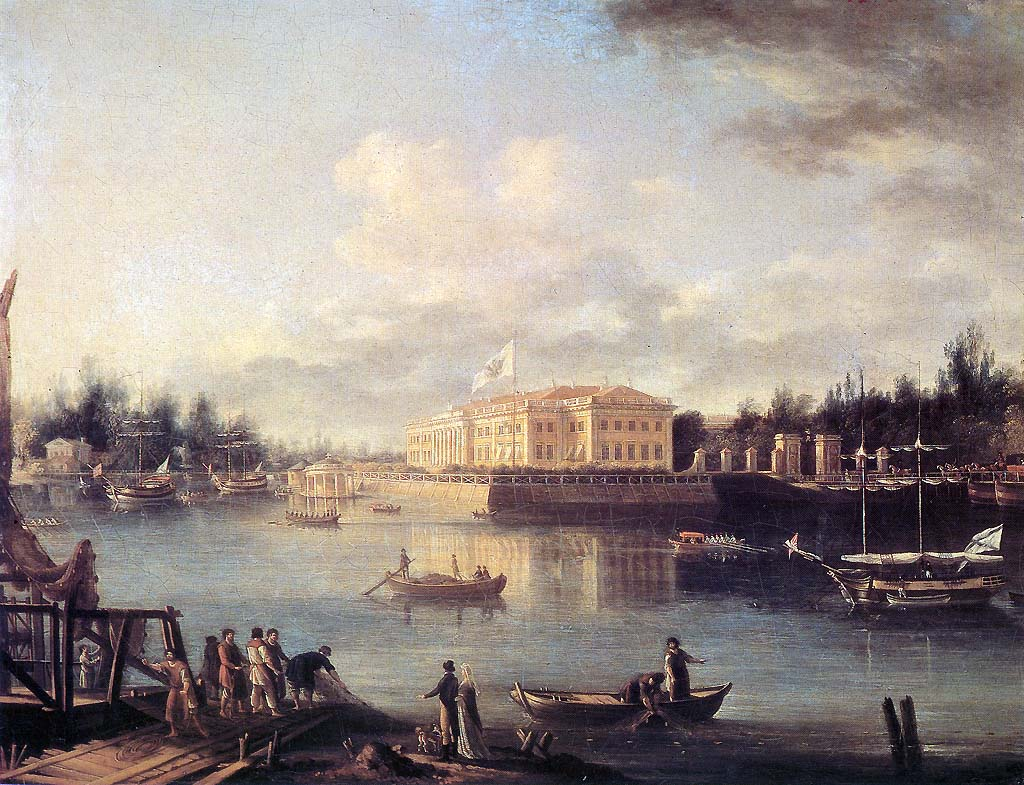
Toile de Semion Chtchedrine sur le domaine de l'île Kamenny (1803)

Le palais de l'île Kamenny (Каменноостровский дворец) est un ancien palais impérial situé sur le promontoire sud-ouest de l'île Kamenny à Saint-Pétersbourg. 

## Histoire et description
L'édifice néoclassique a été commandé dans les années 1770 par Catherine II de Russie pour son fils Paul. Il possède un portique de six colonnes toscanes et une cour d'honneur spacieuse. La façade sur la rivière comporte huit colonnes doriques. La résidence a été construite sous la supervision générale de Yury Felten. Les intérieurs ont été conçus par Vincenzo Brenna à l’image des vues de Piranèse sur Rome. Jean-François Thomas de Thomon était responsable de la rénovation du jardin. Giacomo Quarenghi a mis à jour le dessin après la reprise des travaux.  
L'empereur Paul a présenté le palais à l'ancien roi polonais, Stanisłas August Poniatowski. Le locataire le plus célèbre du palais était Alexandre Ier de Russie. Après sa mort, le domaine a été hérité par son frère Michel, puis par sa veuve Charlotte et leur fille Catherine. 
Depuis le début du XXe siècle, le palais est tombé en négligence. Il resta utilisé comme maison de convalescence pour les soldats pendant toute la période soviétique . Avec d'autres palais impériaux à Saint-Pétersbourg, le Palais de l'île Kamenny fait partie du centre historique de Saint-Pétersbourg, classé au patrimoine mondial de l'UNESCO, et de ses ensembles monumentaux. Il est actuellement fermé pour travaux majeurs afin d'accueillir les invités de marque de la ville. 
Le parc contient le théâtre en bois de l'île Kamenny, construit en seulement 40 jours. C'est Felten qui a conçu l'église voisine de Saint-Jean-Baptiste, où Alexandre Pouchkine a fait baptiser deux de ses enfants. La construction de l'église dans les années 1770 est plutôt inhabituelle pour la Russie en ce qu'elle imite l'architecture gothique de l'Europe occidentale.